# Xã Marion, Quận Mercer, Ohio
Xã Marion (tiếng Anh: Marion Township) là một xã thuộc quận Mercer, tiểu bang Ohio, Hoa Kỳ. Năm 2010, dân số của xã này là 2.970 người.